# Soro (Baleswar)
Soro ist eine Kleinstadt im indischen Bundesstaat Odisha.
Die Stadt ist Teil des Distrikts Baleswar. Soro hat den Status einer Notified Area Committee. Die Stadt ist in 19 Wards gegliedert. Sie hatte am Stichtag der Volkszählung 2011 insgesamt 32.531 Einwohner, von denen 16.628 Männer und 15.903 Frauen waren. Hindus bilden mit einem Anteil von ca. 79 % die größte Gruppe der Bevölkerung in der Stadt gefolgt von Muslimen mit ca. 21 %. Die Alphabetisierungsrate lag 2011 bei 79,25 %.
Die Stadt ist durch einen Bahnhof mit dem nationalen Schienennetz verbunden. Soro ist zudem über einen National Highway mit dem Rest von Odisha und Indien verbunden.